# NDUFB2
NDUFB2 (англ. NADH:ubiquinone oxidoreductase subunit B2) – білок, який кодується однойменним геном, розташованим у людей на короткому плечі 7-ї хромосоми. Довжина поліпептидного ланцюга білка становить 105 амінокислот, а молекулярна маса — 12 058.
| 10         |  | 20         |  | 30         |  | 40         |  | 50         |
| ---------- |  | ---------- |  | ---------- |  | ---------- |  | ---------- |
| MSALTRLASF |  | ARVGGRLFRS |  | GCARTAGDGG |  | VRHAGGGVHI |  | EPRYRQFPQL |
| TRSQVFQSEF |  | FSGLMWFWIL |  | WRFWHDSEEV |  | LGHFPYPDPS |  | QWTDEELGIP |
| PDDED      |  |            |  |            |  |            |  |            |

A: Аланін

C: Цистеїн

D: Аспарагінова кислота

E: Глутамінова кислота

F: Фенілаланін

G: Гліцин

H: Гістидин

I: Ізолейцин

L: Лейцин

M: Метіонін

P: Пролін

Q: Глутамін

R: Аргінін

S: Серин

T: Треонін

V: Валін

W: Триптофан

Задіяний у таких біологічних процесах, як транспорт, транспорт електронів, дихальний ланцюг. 
Локалізований у мембрані, мітохондрії, внутрішній мембрані мітохондрії.